# محمد مانغا
محمد مانغا (بالفرنسية: Mohammed Manga)‏ (5 ديسمبر 1972 بداكار في السنغال - 27 أكتوبر 2019) هو لاعب كرة قدم سنغالي في مركز الهجوم. شارك مع منتخب السنغال لكرة القدم. أما مع النوادي، فقد لعب مع الجمعية الرياضية بجربة والنادي الأهلي والنادي الرياضي لحمام الأنف ونادي اتحاد دوانس ونادي الدفاع الجديدي ونادي الشباب ونادي الشباب ونادي سدوس وبوليتنيكا ياشي.

## وصلات خارجية
- محمد مانغا على موقع قاعدة بيانات كرة القدم.إي يو (الإنجليزية)